# Petra Thümer
Petra Thümer (Chemnitz, 29 de janeiro de 1961) é uma ex-nadadora alemã, ganhadora de duas medalhas de ouro em Jogos Olímpicos, quando representou a Alemanha Oriental.
Ela foi recordista mundial dos 400 e dos 800 metros livre entre 1976 e 1978.